# Ryltåg
Ryltåg (Juncus articulatus) är en art i tågsläktet. Dialektalt i Småland har denna växt kallats "tjurgräs", en benämning som även använts för borsttåg (Juncus squarrosus).